# Tweek (radio)
I tweeks, similmente agli sferics, sono segnali naturali costituiti da onde elettromagnetiche di frequenza molto bassa, ossia onde radio nella banda VLF, generati dai fulmini che si scaricano sulla Terra. Si differenziano dagli sferics per il fatto che, dalla stazione ricevente, il punto di origine dell'impulso ha una distanza maggiore di 2 000 km. Si tratta, comunque, di distanze minori rispetto a quelle che vengono percorse nel caso dei whistlers.
Il valore delle frequenze di questi segnali è di alcuni kHz e, pur trattandosi di onde elettromagnetiche, si verificano a frequenze audio e possono essere convertiti in audio utilizzando un apposito ricevitore. A causa della maggiore distanza percorsa, il suono percepito appare diverso rispetto a quello degli sferics. Infatti, nel loro lungo percorso, le onde radio VLF subiscono un processo di dispersione, cioè le frequenze più alte viaggiano leggermente più velocemente rispetto alle frequenze più basse. Ciò è particolarmente vero per le frequenze comprese tra 2 kHz e 3 kHz. A causa di questo fenomeno, vengono ricevute prima le frequenze alte e il suono, invece che come un crepitio, appare come un breve fischio o cinguettio, o simile a quello dei proiettili nei film.
Lo spettrogramma di un tweek (per il quale l'asse orizzontale indichi i tempi e quello verticale le frequenze) mostra una linea verticale alle frequenze più alte con una sezione curva ad una frequenza di circa 2 kHz.

## Ascoltare dei tweeks
È possibile ascoltare dei tweeks:
- da spaceweather.com